# Église paléochrétienne de Viviers
Ne doit pas être confondu avec Chapelle des Dominicains de Viviers.
L'église paléochrétienne de Viviers est à l'origine une basilique funéraire située en France sur la commune de Viviers, dans le département de l'Ardèche en région Auvergne-Rhône-Alpes. 
Elle est connue aujourd'hui comme chapelle Notre-Dame de Viviers.
Elle fait l'objet d'un classement au titre des monuments historiques depuis le 21 février 1994.

## Localisation
Découverte lors de fouilles en 1987, l'église funéraire se trouvait dans l’enceinte du palais épiscopal de Viviers construit au XVIIIe siècle. Le site a été recouvert provisoirement à l'issue de l'importante mise à jour de plusieurs  bâtiments.

## Historique
À cette première église du VIe siècle, succède une église mérovingienne. À la fin du VIIe siècle, installation d'un couvent de bénédictines, détruit par les Sarrasins en 727 : les religieuses s'enfuient en emportant les reliques de saint Venance qu'elles transfèrent à Soyons (Ardèche).